# Route régionale 52 (Tunisie)
Pour les articles homonymes, voir Route 52.
La route régionale 52 ou RR52 est un axe routier secondaire de Tunisie qui relie Béja à Nefza.